# (5725) Nördlingen
(5725) Nördlingen, désignation internationale (5725) Nordlingen, est un astéroïde de la ceinture principale.

## Description
(5725) Nordlingen est un astéroïde de la ceinture principale. Il fut découvert le 23 janvier 1988 à l'observatoire Palomar par Carolyn S. Shoemaker et Eugene M. Shoemaker. Il présente une orbite caractérisée par un demi-grand axe de 2,68 UA, une excentricité de 0,06 et une inclinaison de 22,5° par rapport à l'écliptique.

## Compléments